# Paul Young/Diskografie
Diese Diskografie ist eine Übersicht über die musikalischen Werke des britischen Sängers Paul Young. Den Schallplattenauszeichnungen zufolge hat er bisher mehr als 9,5 Millionen Tonträger verkauft, davon alleine in seiner Heimat über 4,7 Millionen. Seine erfolgreichste Veröffentlichung ist das Album The Secret of Association mit über 1,7 Millionen verkauften Einheiten.

## Alben

### Studioalben
| Jahr | Titel                                  | Höchstplatzierung, Gesamtwochen, AuszeichnungChartplatzierungen (Jahr, Titel, Platzierungen, Wochen, Auszeichnungen, Anmerkungen) | Höchstplatzierung, Gesamtwochen, AuszeichnungChartplatzierungen (Jahr, Titel, Platzierungen, Wochen, Auszeichnungen, Anmerkungen) | Höchstplatzierung, Gesamtwochen, AuszeichnungChartplatzierungen (Jahr, Titel, Platzierungen, Wochen, Auszeichnungen, Anmerkungen) | Höchstplatzierung, Gesamtwochen, AuszeichnungChartplatzierungen (Jahr, Titel, Platzierungen, Wochen, Auszeichnungen, Anmerkungen) | Höchstplatzierung, Gesamtwochen, AuszeichnungChartplatzierungen (Jahr, Titel, Platzierungen, Wochen, Auszeichnungen, Anmerkungen) | Anmerkungen                                                                                      |
| Jahr | Titel                                  | DE | AT | CH | UK | US | Anmerkungen                                                                                      |
| ---- | -------------------------------------- | --- | --- | --- | --- | --- | ------------------------------------------------------------------------------------------------ |
| 1983 | No Parlez                              | DE1 Platin · (35 Wo.)DE | AT4 (12 Wo.)AT | CH1 (25 Wo.)CH | UK1 ×3Dreifachplatin · (120 Wo.)UK                                                                                                | US79 (22 Wo.)US | Erstveröffentlichung: 18. Juli 1983 Produzent: Laurie Latham                                     |
| 1985 | The Secret of Association              | DE6 (22 Wo.)DE | AT20 (4 Wo.)AT | CH4 (11 Wo.)CH | UK1 ×2Doppelplatin · (49 Wo.)UK                                                                                                   | US19 Gold · (43 Wo.)US | Erstveröffentlichung: 25. März 1985 Verkäufe: + 1.720.254; Produzent: Laurie Latham              |
| 1986 | Between Two Fires                      | DE63 (1 Wo.)DE | — | CH27 (1 Wo.)CH | UK4 Platin · (17 Wo.)UK | US77 (17 Wo.)US | Erstveröffentlichung: 20. Oktober 1986 Produzenten: Hugh Padgham, Ian Kewley, Paul Young         |
| 1990 | Other Voices                           | — | — | — | UK4 Gold · (11 Wo.)UK | US142 (13 Wo.)US | Erstveröffentlichung: 4. Juni 1990 Produzenten: Bob Clearmountain, Michael H. Brauer, Peter Wolf |
| 1993 | The Crossing                           | DE82 (9 Wo.)DE | — | — | UK27 (2 Wo.)UK | — | Erstveröffentlichung: Oktober 1993 Produzenten: Don Was, Peter Vale, Chris Neil, Steve Lindsey   |
| 1994 | Reflections                            | — | — | — | UK64 (2 Wo.)UK | — | Erstveröffentlichung: November 1994 Produzent: Ian Levine                                        |
| 1997 | Paul Young                             | DE90 (1 Wo.)DE | — | — | UK39 (2 Wo.)UK | — | Erstveröffentlichung: Mai 1997 Produzenten: Greg Penny, Paul Young                               |
| 2006 | Rock Swings: On the Wild Side of Swing | DE89 (2 Wo.)DE | — | — | — | — | Erstveröffentlichung: Oktober 2006                                                               |
| 2016 | Good Thing                             | — | — | — | UK87 (1 Wo.)UK | — | Erstveröffentlichung: 15. April 2016 Produzent: Arthur Baker                                     |

Weitere Studioalben
- 1978: London (Streetband feat. Paul Young)
- 1979: Dilemma (Streetband feat. Paul Young)
- 1984: Paul Young & Q-Tips (mit The Q Tips)
- 2023: Behind The Lens

### Livealben
- 1982: … Live
- 1984: BBC Rock Hour #509 (mit Howard Jones, Aufnahme: 26. Februar 1984)
- 1985: The Live Edition

### Kompilationen
| Jahr | Titel                                      | Höchstplatzierung, Gesamtwochen, AuszeichnungChartplatzierungen (Jahr, Titel, Platzierungen, Wochen, Auszeichnungen, Anmerkungen) | Höchstplatzierung, Gesamtwochen, AuszeichnungChartplatzierungen (Jahr, Titel, Platzierungen, Wochen, Auszeichnungen, Anmerkungen) | Höchstplatzierung, Gesamtwochen, AuszeichnungChartplatzierungen (Jahr, Titel, Platzierungen, Wochen, Auszeichnungen, Anmerkungen) | Höchstplatzierung, Gesamtwochen, AuszeichnungChartplatzierungen (Jahr, Titel, Platzierungen, Wochen, Auszeichnungen, Anmerkungen) | Höchstplatzierung, Gesamtwochen, AuszeichnungChartplatzierungen (Jahr, Titel, Platzierungen, Wochen, Auszeichnungen, Anmerkungen) | Anmerkungen                             |
| Jahr | Titel                                      | DE | AT | CH | UK | US | Anmerkungen                             |
| ---- | ------------------------------------------ | --- | --- | --- | --- | --- | --------------------------------------- |
| 1991 | From Time to Time – The Singles Collection | DE32 (13 Wo.)DE | — | — | UK1 ×3Dreifachplatin · (28 Wo.)UK                                                                                                 | — | Erstveröffentlichung: 2. September 1991 |
| 1995 | Best Ballads (DE) / Love Songs (UK)        | DE36 (11 Wo.)DE | — | — | UK93 (1 Wo.)UK | — | Erstveröffentlichung: Januar 1995       |
| 2003 | The Essential                              | — | — | — | UK27 (4 Wo.)UK | — | Erstveröffentlichung: Juni 2003         |

Weitere Kompilationen
- 1996: Love Hurts
- 1999: Simply the Best
- 2002: Greatest Hits
- 2006: Collections
- 2007: Hit Collection
- 2008: Wherever I Leave My Hat: The Best of
- 2013: Remixes & Rarities

## Singles
| Jahr | Titel Album                                                         | Höchstplatzierung, Gesamtwochen, AuszeichnungChartplatzierungen (Jahr, Titel, Album, Platzierungen, Wochen, Auszeichnungen, Anmerkungen) | Höchstplatzierung, Gesamtwochen, AuszeichnungChartplatzierungen (Jahr, Titel, Album, Platzierungen, Wochen, Auszeichnungen, Anmerkungen) | Höchstplatzierung, Gesamtwochen, AuszeichnungChartplatzierungen (Jahr, Titel, Album, Platzierungen, Wochen, Auszeichnungen, Anmerkungen) | Höchstplatzierung, Gesamtwochen, AuszeichnungChartplatzierungen (Jahr, Titel, Album, Platzierungen, Wochen, Auszeichnungen, Anmerkungen) | Höchstplatzierung, Gesamtwochen, AuszeichnungChartplatzierungen (Jahr, Titel, Album, Platzierungen, Wochen, Auszeichnungen, Anmerkungen) | Höchstplatzierung, Gesamtwochen, AuszeichnungChartplatzierungen (Jahr, Titel, Album, Platzierungen, Wochen, Auszeichnungen, Anmerkungen) | Höchstplatzierung, Gesamtwochen, AuszeichnungChartplatzierungen (Jahr, Titel, Album, Platzierungen, Wochen, Auszeichnungen, Anmerkungen) | Anmerkungen | [↑]: gemeinsam behandelt mit vorhergehendem Eintrag; [←]: in beiden Charts platziert |
| Jahr | Titel Album                                                         | DE | AT | CH | UK | US | R&B | Dance | Anmerkungen |                                                                                      |
| ---- | ------------------------------------------------------------------- | --- | --- | --- | --- | --- | --- | --- | --- | ------------------------------------------------------------------------------------ |
| 1983 | Wherever I Lay My Hat (That’s My Home) No Parlez                    | DE19 (19 Wo.)DE | — | — | UK1 Gold · (16 Wo.)UK | US70 (7 Wo.)US | — | — | Erstveröffentlichung: Mai 1983 Autoren: Marvin Gaye, Norman Whitfield, Barrett Strong Original: Marvin Gaye, 1963                                              |                                                                                      |
| 1983 | Come Back and Stay No Parlez                                        | DE1 Gold · (22 Wo.)DE | AT3 (14 Wo.)AT | CH1 (16 Wo.)CH | UK4 Silber · (9 Wo.)UK | US22 (15 Wo.)US | — | Dance42 (6 Wo.)Dance | Erstveröffentlichung: August 1983 Autor und Original: Jack Lee, 1981                                                                                           |                                                                                      |
| 1983 | Love of the Common People (Remix) No Parlez                         | DE5 (17 Wo.)DE | AT3 (12 Wo.)AT | CH3 (9 Wo.)CH | UK2 Gold · (13 Wo.)UK | US45 (11 Wo.)US | —[Dance: ↑] | Dance42 (6 Wo.)Dance | Erstveröffentlichung: November 1983 Autoren: John Hurley, Ronnie Wilkins Original: The Four Preps, 1967                                                        |                                                                                      |
| 1984 | Love Will Tear Us Apart No Parlez                                   | DE40 (8 Wo.)DE | — | — | — | — | — | — | Erstveröffentlichung: Februar 1984 Autoren: Kevin Curtis, Peter Hook, Stephen Morris, Bernard Sumner Original: Joy Division, 1980                              |                                                                                      |
| 1984 | I’m Gonna Tear Your Playhouse Down The Secret of Association        | DE37 (11 Wo.)DE | — | — | UK9 (9 Wo.)UK | US13 (14 Wo.)US | R&B65 (7 Wo.)R&B | Dance8 (9 Wo.)Dance | Erstveröffentlichung: August 1984 Autor: Earl Randle Original: Ann Peebles, 1973                                                                               |                                                                                      |
| 1984 | Everything Must Change The Secret of Association                    | DE28 (7 Wo.)DE | — | — | UK9 Silber · (11 Wo.)UK | US56 (11 Wo.)US | — | — | Erstveröffentlichung: November 1984 Autoren: Ian Kewley, Paul Young                                                                                            |                                                                                      |
| 1985 | Every Time You Go Away The Secret of Association                    | DE40 (7 Wo.)DE | — | — | UK4 Silber · (11 Wo.)UK | US1 Gold · (23 Wo.)US | — | — | Erstveröffentlichung: Februar 1985 Autoren: Daryl Hall, John Oates Original: Hall & Oates, 1980                                                                |                                                                                      |
| 1985 | Tomb of Memories The Secret of Association                          | — | — | — | UK16 (9 Wo.)UK | — | — | — | Erstveröffentlichung: Juni 1985 Autoren: Ian Kewley, Paul Young                                                                                                |                                                                                      |
| 1986 | Wonderland Between Two Fires                                        | — | — | — | UK24 (5 Wo.)UK | — | — | — | Erstveröffentlichung: September 1986 Autor: Betsy Cook |                                                                                      |
| 1986 | Some People Between Two Fires                                       | — | — | — | UK56 (3 Wo.)UK | US65 (10 Wo.)US | — | — | Erstveröffentlichung: November 1986 Autoren: Ian Kewley, Paul Young                                                                                            |                                                                                      |
| 1987 | Why Does a Man Have to Be Strong? Between Two Fires                 | — | — | — | UK63 (3 Wo.)UK | — | — | — | Erstveröffentlichung: Januar 1987 Autoren: Ian Kewley, Paul Young                                                                                              |                                                                                      |
| 1990 | Softly Whispering I Love You Other Voices                           | — | — | — | UK21 (6 Wo.)UK | — | — | — | Erstveröffentlichung: Mai 1990 Autoren: Roger Greenaway, Roger Cook Original: David & Jonathan, 1967                                                           |                                                                                      |
| 1990 | Oh Girl Other Voices                                                | — | — | — | UK25 (6 Wo.)UK | US8 (23 Wo.)US | — | — | Erstveröffentlichung: Juni 1990 Autor: Eugene Record Original: The Chi-Lites, 1972                                                                             |                                                                                      |
| 1990 | Heaven Can Wait Other Voices                                        | — | — | — | UK71 (3 Wo.)UK | — | — | — | Erstveröffentlichung: September 1990 Autor: Paul Rutter |                                                                                      |
| 1991 | Calling You Other Voices                                            | — | — | — | UK57 (4 Wo.)UK | — | — | — | Erstveröffentlichung: Dezember 1990 Autor: Bob Telson Original: Jevetta Steele, 1988                                                                           |                                                                                      |
| 1991 | Senza una donna (Without a Woman) From Time to Time                 | DE2 (26 Wo.)DE | AT8 (13 Wo.)AT | CH2 (23 Wo.)CH | UK4 (12 Wo.)UK | — | — | — | Erstveröffentlichung: März 1991; mit Zucchero Autoren: Frank Musker, Adelmo „Zucchero“ Fornaciari Original: Zucchero, 1987; Verkäufe: + 460.000                |                                                                                      |
| 1991 | Both Sides, Now From Time to Time                                   | — | — | — | UK74 (1 Wo.)UK | — | — | — | Erstveröffentlichung: Juli 1991; mit Clannad; vom Soundtrack des Films Switch Autor: Joni Mitchell Original: Judy Collins, 1967                                |                                                                                      |
| 1991 | Don’t Dream It’s Over From Time to Time                             | DE71 (9 Wo.)DE | — | — | UK20 (5 Wo.)UK | — | — | — | Erstveröffentlichung: September 1991; mit Paul Carrack Autor: Neil Finn Original: Crowded House, 1986                                                          |                                                                                      |
| 1992 | What Becomes of the Brokenhearted Fried Green Tomatoes (Soundtrack) | — | — | — | — | US22 (14 Wo.)US | — | — | Erstveröffentlichung: Dezember 1991; vom Soundtrack des Films Grüne Tomaten Autoren: James Dean, Paul Riser, William Weatherspoon Original: Jimmy Ruffin, 1966 |                                                                                      |
| 1993 | Now I Know What Made Otis Blue The Crossing                         | DE51 (17 Wo.)DE | — | — | UK14 (7 Wo.)UK | — | — | — | Erstveröffentlichung: September 1993 Autoren: Mick Leeson, Peter Vale                                                                                          |                                                                                      |
| 1993 | Hope in a Hopeless World The Crossing                               | DE51 (14 Wo.)DE | — | — | UK42 (3 Wo.)UK | — | — | — | Erstveröffentlichung: November 1993 Autoren: Phil Roy, Bob Thiele                                                                                              |                                                                                      |
| 1994 | It Will Be You The Crossing                                         | — | — | — | UK34 (5 Wo.)UK | — | — | — | Erstveröffentlichung: April 1994 Autoren: Phil Roy, Bob Thiele                                                                                                 |                                                                                      |
| 1994 | That’s How Heartaches Are Made Reflections                          | — | — | — | UK94 (1 Wo.)UK | — | — | — | Erstveröffentlichung: November 1994 Autoren: Ben Raleigh, Bob Halley Original: Baby Washington, 1963                                                           |                                                                                      |
| 1997 | I Wish You Love Paul Young                                          | DE82 (7 Wo.)DE | — | — | UK33 (2 Wo.)UK | — | — | — | Erstveröffentlichung: April 1997 |                                                                                      |
| 1997 | Ball and Chain Paul Young                                           | DE92 (2 Wo.)DE | — | — | — | — | — | — | Erstveröffentlichung: Juli 1997 |                                                                                      |

Weitere Singles
- 1982: Love of the Common People (Paul Young and the Family)
- 1982: Iron Out the Rough Spots
- 1982: Broken Man (mit The Q-Tips)
- 1983: Love Hurts (The Q-Tips feat. Paul Young)
- 1983: I Wish It Would Rain (The Q-Tips feat. Paul Young)
- 1984: Tracks of My Tears (The Q-Tips feat. Paul Young)
- 1987: War Games
- 1987: Got to Have You (In My Life) (mit Claire Moore)
- 1987: In the Long Run
- 1991: I’m Only Foolin’ Myself
- 1993: Toast (Streetband feat. Paul Young)
- 1995: Grazing in the Grass
- 1997: Hard Cargo
- 1997: Make Someone Happy
- 2004: Come Back (Chicolo vs. Paul Young)
- 2016: L. O. V. E.

## Videoalben
- 1985: The Video Singles
- 1991: From Time to Time: The Video Collection

## Statistik

### Chartauswertung
|                     | DE    | AT    | CH    | UK     | US    |
| ------------------- | ----- | ----- | ----- | ------ | ----- |
| Nummer-eins-Alben   | DE1DE | AT—AT | CH1CH | UK3UK  | US—US |
| Top-10-Alben        | DE2DE | AT1AT | CH2CH | UK5UK  | US—US |
| Alben in den Charts | DE8DE | AT2AT | CH3CH | UK11UK | US4US |

|                       | DE     | AT    | CH    | UK     | US    | R&B     | Dance       |
| --------------------- | ------ | ----- | ----- | ------ | ----- | ------- | ----------- |
| Nummer-eins-Singles   | DE1DE  | AT—AT | CH1CH | UK1UK  | US1US | R&B—R&B | Dance—Dance |
| Top-10-Singles        | DE3DE  | AT3AT | CH3CH | UK7UK  | US2US | R&B—R&B | Dance1Dance |
| Singles in den Charts | DE13DE | AT3AT | CH3CH | UK21UK | US9US | R&B1R&B | Dance2Dance |

### Auszeichnungen für Musikverkäufe
| Goldene Schallplatte - Australien - 1992: für das Album From Time to Time – The Singles Collection - Finnland - 1985: für das Album The Secret of Association - Frankreich - 1984: für die Single Come Back and Stay - 1985: für das Album The Secret of Association - 1991: für die Single Senza una donna (Without a Woman) - Italien - 2021: für die Single Senza una donna (Without a Woman) - Kanada - 1985: für die Single Every Time You Go Away - 1986: für das Album No Parlez - 1987: für das Album Between Two Fires - Schweden - 1991: für die Single Senza una donna (Without a Woman) - Spanien - 2024: für die Single Every Time You Go Away 2× Goldene Schallplatte - Frankreich - 1995: für das Album No Parlez | Platin-Schallplatte - Australien - 1985: für das Album No Parlez - 1987: für das Album The Secret of Association - Europa - 1991: für das Album From Time to Time – The Singles Collection - Frankreich - 1996: für das Album From Time to Time – The Singles Collection - Japan - 1986: für das Album The Secret of Association - Neuseeland - 1985: für das Album The Secret of Association - Niederlande - 1984: für das Album No Parlez - 1991: für das Album From Time to Time – The Singles Collection - Schweden - 1991: für das Album From Time to Time – The Singles Collection | 2× Platin-Schallplatte - Kanada - 1986: für das Album The Secret of Association - Neuseeland - 1984: für das Album No Parlez - 1992: für das Album From Time to Time – The Singles Collection |

Anmerkung: Auszeichnungen in Ländern aus den Charttabellen bzw. Chartboxen sind in ebendiesen zu finden.
| Land/RegionAuszeichnungen für Musikverkäufe (Land/Region, Auszeichnungen, Verkäufe, Quellen) | Silber     | Gold       | Platin       | Verkäufe    | Quellen                   |
| -------------------------------------------------------------------------------------------- | ---------- | ---------- | ------------ | ----------- | ------------------------- |
| Australien (ARIA)                                                                            | —          | Gold1      | 2× Platin2   | 175.000     | aria.com.au               |
| Deutschland (BVMI)                                                                           | —          | Gold1      | Platin1      | 750.000     | musikindustrie.de         |
| Europa (IFPI)                                                                                | —          | —          | Platin1      | (1.000.000) | Einzelnachweise           |
| Finnland (IFPI)                                                                              | —          | Gold1      | —            | 30.254      | ifpi.fi                   |
| Frankreich (SNEP)                                                                            | —          | 5× Gold5   | Platin1      | 1.350.000   | infodisc.fr               |
| Italien (FIMI)                                                                               | —          | Gold1      | —            | 35.000      | fimi.it                   |
| Japan (RIAJ)                                                                                 | —          | —          | Platin1      | 200.000     | Einzelnachweise           |
| Kanada (MC)                                                                                  | —          | 3× Gold3   | 2× Platin2   | 350.000     | musiccanada.com           |
| Neuseeland (RMNZ)                                                                            | —          | —          | 5× Platin5   | 90.000      | aotearoamusiccharts.co.nz |
| Niederlande (NVPI)                                                                           | —          | —          | 2× Platin2   | 200.000     | nvpi.nl                   |
| Schweden (IFPI)                                                                              | —          | Gold1      | Platin1      | 125.000     | sverigetopplistan.se      |
| Spanien (Promusicae)                                                                         | —          | Gold1      | —            | 30.000      | elportaldemusica.es       |
| Vereinigte Staaten (RIAA)                                                                    | —          | 2× Gold2   | —            | 1.500.000   | riaa.com                  |
| Vereinigtes Königreich (BPI)                                                                 | 3× Silber3 | 3× Gold3   | 9× Platin9   | 4.700.000   | bpi.co.uk                 |
| Insgesamt                                                                                    | 3× Silber3 | 19× Gold19 | 25× Platin25 |             |                           |